# K-1 (潜水艦)
|          |                                                                       |
| 艦歴     |                                                                       |
| 発注     |                                                                       |
| 起工     | 1912年2月20日                                                         |
| 進水     | 1913年9月3日                                                          |
| 就役     | 1914年3月17日                                                         |
| 退役     | 1923年3月7日                                                          |
| その後   | スクラップとして売却                                                  |
| 除籍     |                                                                       |
| 性能諸元 |                                                                       |
| 排水量   | 水上：392トン、水中：521トン                                          |
| 全長     | 153 ft 7 in (46.8 m)                                                  |
| 全幅     | 16 ft 8 in (5.1 m)                                                    |
| 吃水     | 13 ft 1 in (4.0 m)                                                    |
| 機関     | ディーゼル・エレクトリック                                            |
| 最大速   | 水上：14ノット (26 km/h; 16 mph) 水中：10.5ノット (19.4km/h; 12.1mph) |
| 乗員     | 士官、兵員28名                                                        |
| 兵装     | 18インチ魚雷発射管4門                                                 |

K-1 (USS K-1, SS-32) は、アメリカ海軍の潜水艦。K級潜水艦の1番艦。当初の艦名はハダック (USS Haddock) であった。

## 艦歴
ハダックは1911年11月17日に K-1 に改名された。1912年2月20日にマサチューセッツ州クインシーのフォアリバー造船所で起工する。1913年9月3日にアルバート・ウェア・マーシャル夫人によって進水し、1914年3月17日に艦長E・F・カッツ中尉の指揮下就役する。
半年間の訓練を完了すると、K-1 は1914年10月9日にロードアイランド州ニューポートで大西洋水雷小艦隊第4分艦隊に加わった。1月19日にニューヨークを出航し、フロリダ州キーウェスト沖で水中訓練に従事する。東海岸沿いにほぼ3年の間、作戦活動に従事し潜水艦戦の技術開発を行う。第一次世界大戦が勃発し、ドイツのUボートがヨーロッパに向かう船団の攻撃を始めると、開発された水中戦の技術は実行に移されることとなった。
K-1 は1917年10月12日にコネチカット州ニューロンドンを出航し、15日後にポンタ・デルガダに到着、アゾレス諸島沖での哨戒を開始する。大戦の間 K-1 はアゾレス諸島沖で哨戒を行い、敵のUボートを探索し水上の攻撃から船団を護衛した。1918年11月11日に休戦協定が成立し、K-1 は12月13日にペンシルベニア州フィラデルフィアに到着、沿岸での活動を再開した。
1919年から23年まで、K-1 はニューイングランドからフロリダにかけての大西洋岸を巡航し、実験活動に従事した。これらの活動で潜水艦技術開発が大いに加速され、新型の聴音装置、バッテリーおよび魚雷の試験が行われた。
1922年11月1日、K-1 はバージニア州ハンプトン・ローズに到着し、そこで1923年3月7日に退役した。その後1931年6月25日にスクラップとして売却された。